# Mistrovství České republiky v cyklokrosu 2009
Mistrovství České republiky v cyklokrosu 2009 se konalo 10. ledna  2009 v Kolíně.
Mistrovství bylo 8. a zároveň posledním závodem sezony 2008/09 českého poháru v cyklokrosu. Závodu se zúčastnili závodníci kategorií elite a do 23 let. Okruh závodu měřil 3 150 m a závodníci ho absolvovali sedmkrát. Ze 38 závodníků 4 nedokončili.

## Přehled
| Poř.             | Jméno           | Čas         |
| ---------------- | --------------- | ----------- |
| Zlatá medaile    | Zdeněk Štybar   | 1:03:04 h   |
| Stříbrná medaile | Radomír Šimůnek | + 00:09 min |
| Bronzová medaile | Petr Dlask      | + 00:10 min |
| 4                | Kamil Ausbuher  | + 00:27 min |
| 5                | Martin Bína     | + 01:07 min |
| 6                | Martin Zlámalík | + 01:17 min |